# K League 2
A K League Challenge é uma liga de futebol profissional da Coreia do Sul. Sendo a categoria de segunda divisão do futebol local. Atualmente possui onze clubes e acesso e promoção com a principal liga a K League 1.

## História
A liga é uma expansão da K-League, anunciado no ano de 2011.

## Campeões

### Títulos por temporada
| Temporada | Campeões        | Vice                                 |
| --------- | --------------- | ------------------------------------ |
| 2013      | Sangju Sangmu ‡ | Police FC                            |
| 2014      | Daejeon Citizen | Gwangju FC ‡                         |
| 2015      | Sangju Sangmu   | Suwon FC ‡                           |
| 2016      | Ansan Mugunghwa | Daegu FC Gangwon FC ‡                |
| 2017      | Gyeongnam FC    | Busan IPark †                        |
| 2018      | Asan Mugunghwa  | Seongnam FC Busan IPark †            |
| 2019      | Gwangju FC      | Busan IPark ‡                        |
| 2020      | Jeju United     | Suwon FC ‡                           |
| 2021      | Gimcheon Sangmu | Daejeon Hana Citizen †               |
| 2022      | Gwangju FC      | Daejeon Hana Citizen ‡ FC Anyang †   |
| 2023      | Gimcheon Sangmu | Busan IPark † Gimpo FC †             |
| 2024      | FC Anyang       | Chungnam Asan FC † Seoul E-Land FC † |

* Negrito clubes promovido; 
‡ ganhador de playoffs; 
† perdedor dos playoffs;

### Títulos por clube
| Clube                | Campeões | Vice | Temporadas campeão | Temporadas vice |
| -------------------- | -------- | ---- | ------------------ | --------------- |
| Gwangju FC           | 2        | 1    | 2019, 2022         | 2014            |
| Sangju Sangmu        | 2        | 0    | 2013, 2015         |                 |
| Daejeon Hana Citizen | 1        | 1    | 2014               | 2022            |
| Gimcheon Sangmu      | 1        | 0    | 2021               |                 |
| Jeju United          | 1        | 0    | 2020               |                 |
| Ansan Mugunghwa      | 0        | 1    |                    | 2013            |
| Suwon FC             | 0        | 2    |                    | 2015, 2020      |